# NGC 6168
NGC 6168 في الفهرس العام الجديد، هي مجرة، تقع في كوكبة الجاثي. اكتشفت في 21 مايو 1884 بواسطة لويس سويفت.

## روابط خارجية
- NGC 6168 على موقع ويكي سكاي: DSS2, SDSS, GALEX, IRAS, Hydrogen α, X-Ray, Astrophoto, Sky Map, Articles and images